# غلامرضا خلیل ارجمندی
غلامرضا خلیل ارجمندی (زاده ۲۶ مرداد ۱۳۵۶ ارجمند) از چهرهای اقتصادی است که سابقاً رئیس هیئت مدیره مدیرعاملی مؤسسه اعتباریو ریاست صندوق اعتباری هنر را بر عهده داشته‌است.
وی هم‌اکنون رئیس هیئت مدیره بانک دی است.

### نشریه «اقتصاد خلاق»
او همچنین صاحب امتیاز و مدیر مسئول نشریه «اقتصاد خلاق» به عنوان نشریه تخصصی در زمینه اقتصاد خلاق می باشد.

### ابهام در مدرک تحصیلات
در رزومه ارائه شده به وزارت ارشاد عنوان شده‌است که خلیل ارجمندی دارای مدرک کارشناسی در رشته حسابداری و کارشناسی ارشد و دکترا را در رشته اقتصاد می‌باشد. این در حالیست که سایت مشرق در مرداد سال نود؛ در ذیل خبر انتصاب وی به عنوان مشاور باشگاه پرسپولیس در اصل وجود مدرک دکترای وی تشکیک ایجاد نموده و محل اخذ مدرک کارشناسی ارشد وی را نیز دانشگاه هاوایی عنوان نمود. دانشگاهی که حاشیه‌های فراوانی در صدور مدارک قلابی برای برخی از سیاسیون ایرانی داراستدر مجموع در منابع مختلف خبری مدارک تحصیلی کارشناسی ارشد و دکترای وی مخدوش اعلام شده‌است.

### فعالیت‌های اجرایی
خلیل ارجمندی در دولت یازدهم مدیر عامل و رئیس هیئت مدیره صندوق اعتباری هنر و مشاور اقتصادی علی جنتی وزیر فرهنگ و ارشاد اسلامی بود.
ارجمندی قبلاً عضو هیئت مدیره بانک سامان بود.و در حال حاضر رئیس هیئت مدیره بانک دی است. 

## ابوالمشاغل دولت یازدهم
مرداد سال نود و پنج سایت نسیم با انتقاد از مشاور وزیر وقت وزارت ارشاد (خلیل ارجمندی) بابت بی اعتنایی به مصوبه چند شغله بودن مجلس، ضمن برشمردن بیش از ده شغل کلیدی خلیل ارجمندی، وی را ابوالمشاغل دولت یازدهم نامید.در خبر مذکور ضمن اذعان به ناکارآمدی مشاور وقت وزیر دستیابی وی به این مشاغل متعدد را مرهون رانت ارجمندی دانست. همچنین این سایت حقوق سالیانه ارجمندی را رقمی میلیاردی برآورد نمود و عنوان داشت که نامبرده تنها بابت مدیریت صندوق هنر رقمی حدوده ۱۴۱ میلیون و ۳۶۶ هزار تومان در یک سال دریافت نموده‌است که این رقم علاوه بر پاداش ۳۰ میلیون تومان دریافتی به دلیل عضویت در هیئت مدیره این صندوق می‌باشد.